# Sebastian Pannek

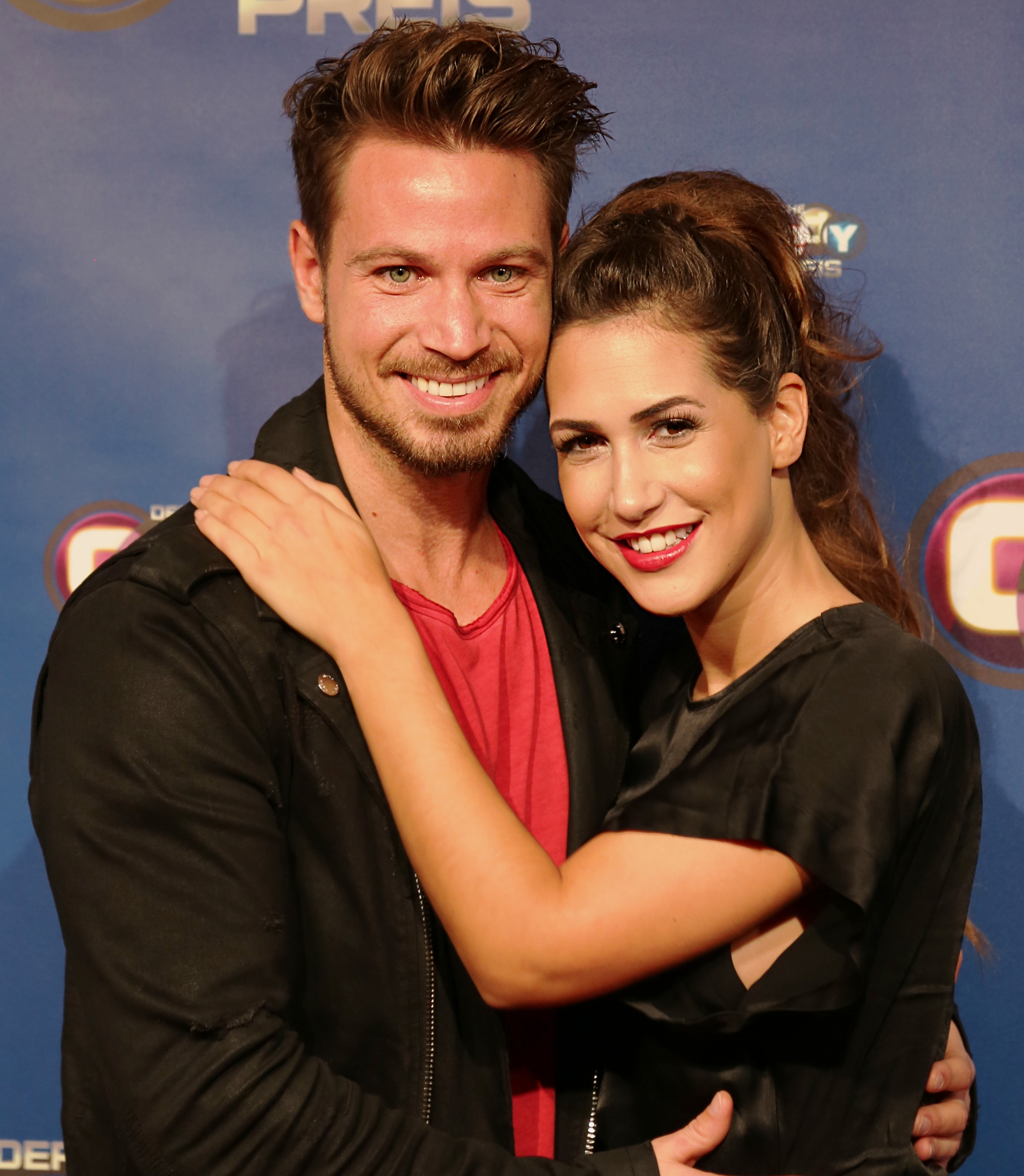
Sebastian Pannek mit seiner damaligen Freundin Clea-Lacy Juhn

Sebastian Pannek (* 25. Juli 1986 in Unna) ist ein deutsches Model und Fernsehdarsteller. Im Februar und März 2017 war er Protagonist der siebten Staffel von Der Bachelor auf RTL.

## Leben
Sebastian Pannek, dessen Eltern aus Polen stammen, wuchs mit einer zwei Jahre älteren Schwester in Bönen auf, wo er die Humboldt-Realschule besuchte. Von 2007 bis 2010 war er als Kaufmann bei der Deutschen Krankenversicherungs AG tätig. Danach arbeitete er im Vertrieb von Red Bull und als Gebietsverkaufsleiter bei Warsteiner. Nach seinem Sportstudium in Köln (ab 2011) machte Pannek sich Ende 2012 beruflich selbständig und ist Inhaber und Geschäftsführer einer Design- und Marketingagentur mit den Schwerpunkten Web- und Grafik-Design sowie Online-Marketing in Bochum. Die Agentur betreibt er gemeinsam mit seinem Onkel, dem früheren Profi-Fußballspieler Peter Peschel.
Pannek ist Unternehmer, Influencer, Moderator und Model. Er modelte u. a. für die Marken Marc O’Polo, Esprit, Adidas, Puma, C&A, Cartier, Motel One, QVC, RTL, Apollo-Optik.
Pannek war auch als Fußballer in der Fußball-Landesliga Westfalen aktiv. In seiner Jugend spielte er bei LR Ahlen in der A-Junioren Bundesliga. 2005 wechselte er als Mittelfeldspieler zum damaligen Landesligisten SpVgg Bönen. Im Sommer 2007 ging er zum SSV Mühlhausen-Uelzen, mit dem er in die Westfalenliga aufstieg. Im Frühjahr 2011 ging er dann zum VfK Nordbögge, wo er Kapitän war und als „Top-Torjäger“ galt. Zur Saison 2013/14 wechselte er im Juli 2013 zurück zum SSV Mühlhausen-Uelzen.
Pannek betreibt ein eigenes Instagram-Profil mit derzeit (Stand: Februar 2020) über 430.000 Followern. Pannek lebte längere Zeit in Köln. Mittlerweile ist Dortmund sein Wohnsitz.
Nach der Fernsehshow Der Bachelor im Frühjahr 2017 war Pannek anderthalb Jahre mit der Gewinnerin Clea-Lacy Juhn liiert – die bisher längste Beziehung aller „Bachelor“-Paare. Im Juni 2018 gaben beide auf Instagram ihre Trennung bekannt. Seit Sommer 2019 ist Pannek mit der früheren Bachelor-Kandidatin Angelina Pannek liiert, seit April 2020 mit ihr verheiratet. Ihr erster gemeinsamer Sohn wurde im Juni 2020 geboren, im September 2022 folgte eine Tochter. Im August 2024 bekamen sie einen zweiten Sohn.